# آهنگ‌های شاعرانه

آهنگ‌های شاعرانه نام یک کتاب ادبی است که توسط آلفونس دو لامارتین، نویسندهٔ اهل فرانسه نوشته شده‌است.  این کتاب یکی از آثار مشهور ادبی جهان است.